# عملیات پنهانی
عملیات پنهانی یا عملیات سری گونه‌ای عملیات نظامی است که با هدف پنهان ماندن هویت سازمان‌دهنده‌(مجری) آن عملیات صورت می‌گیرد یا اجازه انکار احتمالی آن سازمان را می‌دهد. این عملیات با هدف تاثیرگذاری سیاسی انجام می‌گیرد که می‌تواند پیامدهای نظامی، اطلاعاتی، یا اجرای قانون بر مردم درون کشور یا دیگر کشورها داشته باشد. هدف عملیات پنهانی، براوردن محرمانه اهداف ماموریت، بدون آشکار شدن هویت سازمان‌دهنده یا انجام‌دهنده آن است یا در برخی موارد بدون اینکه کسی بداند چنین عملیاتی انجام شده است.

## تعریف
بر پایه قانون اساسی ایالات متحده آمریکا، آژانس اطلاعات مرکزی باید عملیات پنهانی را انجام دهد مگر اینکه رئیس‌جمهور ایالات متحده آمریکا آژانس دیگری را مامور اجرای عملیات پنهانی کند و مجلس نمایندگان ایالات متحده آمریکا را نیز در جریان بگذارد. این اجازه آژانس اطلاعات مرکزی، بر پایه لایحه امنیت ملی ۱۹۴۷ است. رونالد ریگان در سال ۱۹۸۴ (میلادی) فرمان اجرایی ۱۲۳۳۳ را به نام کنش‌های اطلاعاتی ایالات متحده آمریکا صادر کرد. این فرمان، عملیات پنهانی را "عملیات ویژه" سیاسی و نظامی تعریف کرد که حکومت فدرال ایالات متحده آمریکا می‌تواند قانوناً آنرا انکار کند. بر پایه لایحه اجازه اطلاعاتی ۱۹۹۱ و بخش 413(e) عنوان ۵۰ کد ایالات متحده آمریکا آژانس اطلاعات مرکزی تنها مجری عملیات پنهانی است. آژانس اطلاعات مرکزی باید یک "یافته ریاست‌جمهوری" صادره از شخص رئیس‌جمهور داشته باشد تا این کارها را بر پایه متمم هیوز-رایان به لایحه اجازه اطلاعاتی ۱۹۹۱ انجام دهد. سپس این یافته‌ها توسط کمیته‌های نظارتی مجلس نمایندگان و مجلس سنای ایالات متحده آمریکا بررسی می‌شوند. بر پایه این چارچوب، مجلس نمایندگان، بیش از نظارت بر هر سازمان فدرال دیگری، بر آژانس اطلاعات مرکزی، نظارت می‌کند. واحد عملیات ویژه، که بخشی از اداره عملیات (آژانس اطلاعات مرکزی) است مسئول کارهای پنهانی و "کارهای ویژه" است. این کارهای ویژه، تاثیر سیاسی پنهان و عملیات شبه‌نظامی را در بر می‌گیرد.

## اجرای قانون
عملیات سری (مانند عملیات استینگ یا نفوذ به یک گروه جرائم سازمان‌یافته) توسط سازمان‌های اجرای قانون انجام می‌شود تا بزه را شناسایی و از رخداد آن جلوگیری کنند و برای دستگیری و پیگردهای آینده، اطلاعات، گردآوری کنند.

## اطلاعات نظامی و سیاست خارجی
عملیات پنهانی و عملیات سری، از یکدیگر جدا هستند. فرهنگ لغت وزارت دفاع برای اصطلاحات نظامی و مرتبط (با انتشار مشترک JP1-02) عملیات پنهانی را اینگونه تعریف می‌کند: عملیاتی که برای پنهان کردن هویت سازمان‌دهنده انجام می‌شود یا به آن سازمان، اجازه انکار احتمالی را می‌دهد. عملیات پنهانی، هویت پشتیبان را پنهانی می‌کند ولی عملیات سری، انجام عملیات را پنهانی می‌کند. یعنی وجود عملیات پنهانی را می‌توان انکار کرد. حکومت فدرال آمریکا و سازمان پیمان آتلانتیک شمالی (ناتو) نیز پس از جنگ جهانی دوم از همین تعریف وزارت دفاع ایالات متحده آمریکا استفاده می‌کنند.
عملیات پنهانی هنگامی انجام می‌شود که انجام عملیات آشکار، زیانبار باشد. اصولاً انجام این عملیات، غیر قانونی است و انجام آن عموماً زیر پا گذاشتن قانون اساسی کشور پشتیبان است. برای اطمینان از پشتیبانی کشورهای دوست و متحد از مولفه‌های بحث‌برانگیز سیاست خارجی در سراسر جهان، ممکن است عملیات پنهانی، با همکاری یا توسط آن کشورها انجام شود. عملیات پنهانی می‌تواند خرابکاری، ترور، پشتیبانی از کودتا یا براندازی باشد. راهکنش انجام آن نیز می‌تواند استفاده از پرچم دروغین یا سازمان صوری باشد.

## پیچیدگی
در برخی موارد، کار سازمان‌های همکار در عملیات پنهانی، شبیه یا همپوشان کار سازمان‌های صوری است. درحالیکه سازمان‌های پنهانی، مانند مدرسه هوانوردی آلمان در دوره آلمان نازی، اصولاً بیشتر، ذات نظامی یا شبه‌نظامی دارند اما جدایش آن با سازمان صوری، به خاطر انجام کارهای تروریستی و جرائم سازمان‌یافته، گیج‌کننده است.

## نمونه‌ها
- فرماندهی نظامی، ویتنام - گروه مطالعات و مشاهدات
- جنگ آزادی‌بخش بنگلادش
- عملیات خشم خدا
- عملیات گلادیو
- عملیات انتروپوید
- طرح هیوستن
- ماجرای لاون
- ماجرای مک‌فارلین
- پروژه ام‌کی‌اولترا
- عملیات بی‌نظمی
- پروژه گیلاس
- ارتش پنهانی ونگ پائو
- سگ قصر
- کنترلرهای هوایی رون فورواد
- عملیات سیاه
- بودای خندان

## در فرهنگ عمومی
عملیات پنهانی، موضوع فیلم، رمان، مجموعه تلویزیونی و کمیک‌های بسیاری بوده است که بسیاری از آن‌ها بر اساس عملیات‌های واقعی یا الهام گرفته از آن‌ها تولید شده است. نمونه این فیلم‌ها، سی دقیقه پس از نیمه‌شب (۲۰۱۲)، آرگو (۲۰۱۲)، شاهین و آدم‌برفی (۱۹۸۵)، و نامه کرملین (۱۹۷۰) هستند.
در محموعه تلویزیونی فرار از زندان، "شرکت"، یک سازمان پنهانی تخیلی است. دیگر مجموعه‌های تلویزیونی که در آنها به سازمان پنهانی پرداخته‌شده، مأموریت: غیرممکن، آلیاس، مهره سوخته، یگان، درون دولت، امور پنهانی، گرگ آسمان، ۲۴ (مجموعه تلویزیونی)، فهرست سیاه، و حمله متقابل هستند.

## دیگر گونه‌های عملیات
- عملیات کیف سیاه
- عملیات استینگ
- عملیات مخفیانه
- عملیات نظامی
- عملیات سری
- عملیات سیاه
- عملیات ویژه

## دیگر جستارهای وابسته
- عملیات چرخند
- پروژه سیاه
- ضداطلاعات
- فعالیت میدانی ضداطلاعات
- پرچم دروغین
- اطلاعات انسانی (گردآوری اطلاعات)
- اطلاعات انسانی پنهانی
- روش‌های عملیات اطلاعات انسانی پنهانی
- تعقیب جنایتکاران (نظامی)
- اطلاعات نظامی
- انکار قابل قبول
- انکارپذیری موجه